# When You Kiss Me
«When You Kiss Me» — п'ятий міжнародний сингл четвертого студійного альбому канадської кантрі-співачки Шанаї Твейн — «Up!» (2002). В Європі пісня вийшла 10 листопада 2003. Пісня написана Шанаєю Твейн та Робертом Джоном Лангом; спродюсована Робертом Джоном Лангом.

## Список пісень
Максі-CD-сингл для Австралії та Німеччини
1. "When You Kiss Me" (Red) - 4:08
2. "I'm Gonna Getcha Good!" (Live from Chicago) - 4:47
3. "Ka-Ching!" (Live from Chicago) - 3:41
4. Enhanced: When You Kiss Me - Music Video

3"-CD-сингл для Німеччини
1. "When You Kiss Me" (Red) - 4:08
2. "When You Kiss Me" (Metro Remix - Extended Mix) - 6:55

CD-сингл для Європи
1. "When You Kiss Me" (Red) - 4:08
2. "When You Kiss Me" (Metro Mix Extended) - 6:55

CD-сингл для Великої Британії - "When You Kiss Me / Up!"
1. "When You Kiss Me" (Red) - 4:08
2. "Up! (Red)" - 2:53
3. "I'm Gonna Getcha Good!" (Live from Chicago) - 4:30
4. Enhanced: "When You Kiss Me" - Music Video
5. Enhanced: "Up!" (Excerpt) - Video

CD-сингл для Великої Британії - 'Up! / When You Kiss Me"
1. "Up! (Red) - 2:53
2. "When You Kiss Me" (Red) - 4:08
3. "Ka-Ching!"(Live from Chicago) - 3:20
4. Enhanced: "Up!" - Music Video

DVD-сингл для Великої Британії - "When You Kiss Me / Up!"
1. "When You Kiss Me" - Video
2. "Up!" - Audio
3. "When You Kiss Me" (Metro Remix Extended) - Audio
4. "Up!" - Video Excerpt

## Чарти
Тижневі чарти
| Чарт (2003-2004)                     | Місце |
| ------------------------------------ | ----- |
| Australian Singles Chart             | 47    |
| Austrian Singles Chart               | 32    |
| European Hot 100 Singles (Billboard) | 67    |
| Germany German Singles Chart         | 30    |
| Irish Singles Chart                  | 41    |
| Portugal (AFP)                       | 4     |
| Scotland (Official Charts Company)   | 20    |
| Swiss Singles Chart                  | 47    |
| UK Singles (Official Charts Company) | 21    |
| US Hot Country Songs (Billboard)     | 60    |